# Cito-toets (groep 8)

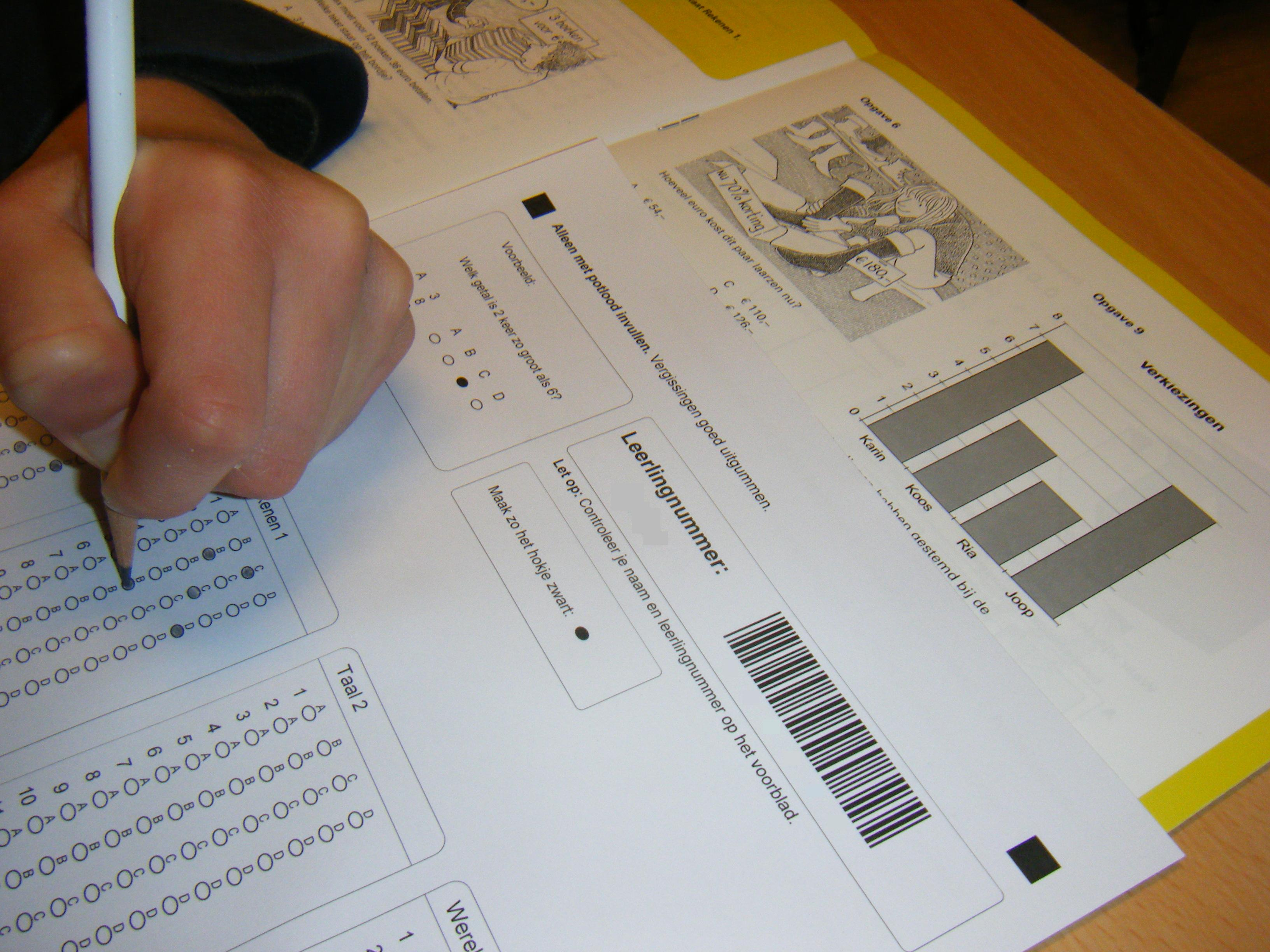
Toetsboekje met antwoordblad

De Cito-toets was een eindtoets voor leerlingen uit groep 8 in het Nederlandse basisonderwijs. De Cito-toets was nooit verplicht, maar wel gangbaar op Nederlandse basisscholen. De toets werd van 1970 tot 2014 verzorgd door het Cito.
In 2015 werd de Cito-toets vervangen door de Eindtoets Basisonderwijs. Sindsdien kunnen basisscholen uit een aantal verschillende eindtoetsen kiezen. Het Cito is nog altijd betrokken bij een van de eindtoetsen, de Centrale Eindtoets. Basisscholen kunnen ook een eindtoets inzetten die niet afkomstig is van het Cito, zoals de IEP-eindtoets, de AMN-eindtoets of de DIA-eindtoets.

## Geschiedenis
Vanaf 1965 moesten leerlingen bij het verlaten van de lagere school onder meer de uitslag van een meting geven. Doel van deze bij koninklijk besluit gestelde maatregel was het met meer objectiviteit vaststellen waartoe leerlingen in staat waren. De Amsterdamse hoogleraar psychologie Adriaan de Groot legde het fundament voor de Cito-toets. Hij was ervan overtuigd dat een objectieve toets kon helpen om inzicht te krijgen in het hele kind en was van mening dat het in Nederland ontbrak aan een goed toetssysteem. Naar Amerikaans voorbeeld ontwikkelde hij een instrument dat alle kinderen dezelfde kansen gaf om te laten zien wat ze in hun mars hadden, ongeacht afkomst en vrij van sociale willekeur. In 1966 werd de eerste hierop gebaseerde toets afgenomen op scholen in de hoofdstad.
Op basis van het werk en het gezag van De Groot stelde de overheid in 1968 het Cito in. Dat instituut verzorgde in 1970 de eerste Cito-toets en bleef dat doen tot en met 2014. Formeel heette de toets 'Schooltoetsen Basisonderwijs' tot 1976 en 'Eindtoets Basisonderwijs' daarna.

## Doel
De toets was over het algemeen een hulpmiddel bij de keuze voor het voortgezet onderwijs. Voorheen werden leerlingen vaak beoordeeld op hun ouders; zo werden mannelijke allochtone en arbeiderskinderen ongeacht hun intelligentie naar de lagere technische school gestuurd, en vrouwen naar de huishoudschool. Om leerlingen de kans te geven op een objectieve manier hun leervermogen te tonen is de Cito-toets ingevoerd. Het is dus een manier om kinderen te beschermen tegen vooroordelen die sommige leraren hebben. Ook het advies van de basisschool, de wens van de leerling, de ouders en de ontvangende school zijn van belang. De Cito-toets was geen examen waarvoor een leerling kan slagen of zakken. Een leerling wordt gedurende de gehele basisschool gevolgd, waardoor soms al bekend is wat de mogelijkheden zijn van de leerling. Naast de toetsresultaten spelen ook de sociaal-emotionele ontwikkeling en eventuele gedrags- of leerstoornissen een rol bij het bepalen van het meest geschikte vervolgonderwijs.

## Opzet
De Cito Eindtoets Basisonderwijs bestond uit meerkeuzevragen op het gebied van taal, rekenen-wiskunde, studievaardigheden en wereldoriëntatie. De toets werd gespreid over drie ochtenden afgenomen. Het onderdeel wereldoriëntatie was een optioneel onderdeel, dus de school mocht ervoor kiezen dit onderdeel niet af te nemen. Dit onderdeel werd niet meegerekend in de eindscore.
Hieronder staat een overzicht van de onderdelen die voorkwamen in de Cito Eindtoets (tussen
haakjes staat het aantal opgaven).
| Taal (totaal 100)          | Studievaardigheden (totaal 40)                 | Rekenen-Wiskunde (totaal 60)            | Wereldoriëntatie (totaal 90) |
| -------------------------- | ---------------------------------------------- | --------------------------------------- | ---------------------------- |
| Schrijven van teksten (30) | Studieteksten (10)                             | Getallen en bewerkingen (25)            | Aardrijkskunde (30)          |
| Spelling (20)              | Informatiebronnen (10)                         | Verhoudingen, breuken en procenten (20) | Geschiedenis (30)            |
| Begrijpend lezen (30)      | Lezen van schema's, tabellen en grafieken (10) | Meten, meetkunde, tijd en geld (15)     | Natuuronderwijs (30)         |
| Woordenschat (20)          | Kaartlezen (10)                                | x                                       | x                            |

## Resultaten
De gemiddelde score van de Eindtoets werd elk jaar opnieuw berekend op basis van het aantal opgaven dat correct beantwoord werd door de leerlingen die in dat jaar de toets maakten. Omdat de Eindtoets elk jaar volledig uit nieuwe opgaven bestond, kon de moeilijkheid van de toets van jaar tot jaar iets variëren. Deze variaties in moeilijkheid waren echter zeer klein. Alle opgaven hebben twee keer in een proefafname meegedraaid voor ze in de Eindtoets terechtkwamen. Cito wist dus al vooraf hoe moeilijk elke opgave was en zorgde ervoor dat de toets elk jaar ongeveer evenveel makkelijke als moeilijke opgaven bevatte. Om dezelfde standaardscore te halen, moesten leerlingen in een ‘makkelijk’ jaar een paar opgaven méér goed hebben dan in een ‘moeilijk’ jaar.
Om de resultaten van de Eindtoetsen met elkaar te kunnen vergelijken, gebruikte Cito een equivaleringsmethode. Hierdoor was het prestatieniveau dat hoorde bij een score van bijvoorbeeld 538 in een bepaald jaar vergelijkbaar met de score 538 in een ander jaar. Het advies van de basisschool voor de keuze voor de best passende vorm van voortgezet onderwijs was een combinatie van professionele inschatting, LVS-scores door de jaren heen en de score op de Eindtoets. Doorslaggevend was de combinatie van die gegevens. De uitslag van de Eindtoets was dus een hulpmiddel bij de keuze van het best passende type voortgezet onderwijs en moest worden beschouwd als een ‘second opinion’, een onafhankelijk gegeven, en niet als een voorschrift waarvan niet af te wijken viel. Overigens kwam de uitslag van de toets in verreweg de meeste gevallen overeen met het advies van de basisschool. Mocht de uitslag van de Eindtoets afwijken van het schooladvies en/of van de wens van de ouders, dan was dat vaak aanleiding voor de school om nog eens met die ouders in gesprek te gaan.
De keuze voor de schaal 501-550 bij de standaardscores van de Eindtoets kwam voort uit de gedachte dat je voor deze toets geen voldoendes of onvoldoendes kon halen. Cito wilde om die reden voorkomen dat er geassocieerd wordt met de schoolcijfers 1-10, of met een IQ-score (intelligentietest), waar de scores meestal worden aangeduid met een gemiddelde van 100. Er is gekozen voor een schaal van 50 punten voor deze toets met 200 opgaven, omdat deze schaal nauwkeurig genoeg was voor het doel waar het bij de Eindtoets in de eerste plaats om ging: het geven van een onafhankelijk advies over het best passende brugklastype voortgezet onderwijs.
In de praktijk wilden veel scholen graag nieuwe leerlingen, waardoor zij gevoelig waren voor argumenten die suggereren dat de scholier toch voor het desbetreffende onderwijstype geschikt is. Weinig scholen hanteerden de indicatienormen dan ook als een absoluut selectiecriterium. Cito zei zelf: "De toets meet wat een kind in vergelijking met andere kinderen in acht jaar basisonderwijs geleerd heeft. Leervorderingen zeggen iets over de kansen op succes in de verschillende typen van het voortgezet onderwijs."

## Advies
Bij een bepaald resultaat hoorde een bepaald advies:
- 501 - 520 - Basisberoepsgerichte leerweg
- 519 - 525 - Basis- en Kaderberoepsgerichte leerweg
- 523 - 528 - Kaderberoepsgerichte leerweg
- 529 - 533 - Gemengde/theoretische leerweg (de voormalige mavo)
- 533 - 536 - Gemengde/theoretische leerweg en havo
- 535 - 541 - Gemengde/theoretische leerweg en havo/vwo
- 537 - 540 - Havo
- 540 - 544 - Havo/vwo
- 545 - 550 - Vwo (atheneum / gymnasium / technasium / tweetalig vwo)

Als het advies van de basisschool en de uitslag van de Cito Eindtoets niet overeenkwamen, kon een alternatieve test worden afgenomen. Voor de laag scorende leerlingen kon nader onderzoek geadviseerd worden met het oog op een eventuele vervolgopleiding in het praktijkonderwijs, in het leerwegondersteunende onderwijs of het voortgezet speciaal onderwijs.
In Nederland gaat circa 60% van de kinderen naar het vmbo (4 niveaus) en 40% naar havo of vwo.

## Vergelijking van scholen
De uitslag van de Eindtoets Basisonderwijs werd gepubliceerd en kon gebruikt worden om scholen met elkaar te vergelijken. Een hoge gemiddelde score voor een school kon verschillende oorzaken hebben:
- De school gaf goed onderwijs en haalde het beste uit ieder mens;
- De leerlingen hadden in aanleg veel potentieel;
- De leerlingen werden in hun omgeving extra geprikkeld zodat ze zich ontwikkelen;
- De school nam bij zwakke leerlingen de toets niet af;
- Er waren leerlingen in lagere groepen blijven zitten, zodat ze langer basisonderwijs hebben gehad;
- De school bereidde leerlingen beter voor op de toets.

De gemiddelde score van een school moest dus kritisch en genuanceerd worden bekeken.

## Aangepaste afname
Voor kinderen met dyslexie waren boekjes van een groter formaat beschikbaar. De toets kon auditief ondersteund worden met behulp van een cd of een daisy-cd.

## Kritiek
Er was ook kritiek op de Eindtoets Basisonderwijs van Cito:
- De toets bevatte te veel contextuele opgaven;
- De toets was een momentopname;
- De leerling werd gedurende de gehele acht jaar op de basisschool reeds gevolgd, de uitslag was dus voorspelbaar;
- Er werd veel waarde aan de toets gehecht waardoor de kinderen te veel onder druk gezet werden. Bovendien kon dit ertoe leiden dat de toetsresultaten als een bindend schooladvies zouden worden beschouwd, iets wat de toets niet beoogde;
- De toets was alleen een meting van de cognitie;
- De toets was talig, waardoor er een onbetrouwbare score was bij dyslectische kinderen en kinderen met een andere moedertaal;
- De toets was ongeschikt voor kinderen met een laag IQ of gedrags- en leerstoornissen.

## Alternatieven
Er waren naast de Cito-toets meerdere toetsen die gebruikt konden worden als eindtoets voor het basisonderwijs:
- DLE-LVS, onderhand nagenoeg compleet vernieuwd/vervangen door de SVT-reeks van Boom, waarbij het DLE gebruikt wordt voor het advies voor het meest passende voortgezet onderwijs.
- Drempelonderzoek, didactische plaatsbepaling voor voortgezet onderwijs en praktijkonderwijs.
- Drempeltest, geeft een schooladvies op basis van de aanleg/potentie (taal/verbaal en wiskundig/praktisch) van de leerling en geeft aanvullend informatie over de leermotivatie (zelfvertrouwen, doorzettingsvermogen en dergelijke).
- Nederlandse Differentiatie Testserie, een intelligentietest voor 11 tot 15-jarige leerlingen die in aanmerking komen voor plaatsing in het vmbo.
- Nederlandse Intelligentietest voor Onderwijsniveau.